# Courant chiite libre
Courant chiite libre (CCL) est un mouvement politique libanais dirigé par Mohammad Hajj Hassan. C'est pour le moment[Quand ?] un courant avec très peu de partisans libanais et qui se présente comme la troisième voie pour les chiites, face à l'alliance entre les deux principaux mouvements chiites libanais, le Hezbollah et Amal. Le Courant chiite libre se rapproche de l'Alliance du 14 Mars anti-syrienne.